# Rollton

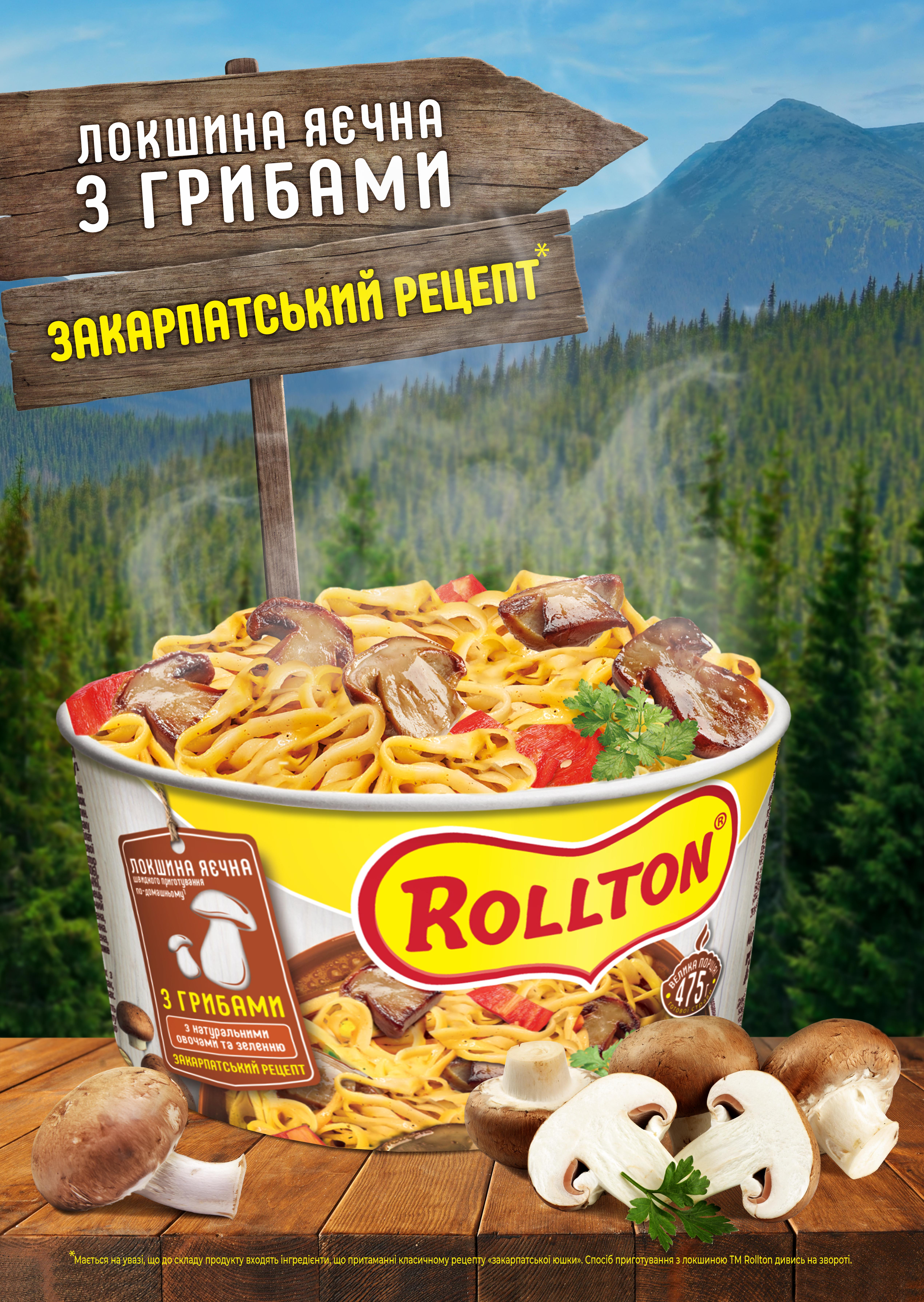
Rollton

«Rollton» — російський торговий бренд та міжнародна торгова марка продуктів харчування, які в Україні до кінця 2022 року виготовляла компанія зі 100% іноземними інвестиціями ТОВ «Маревен Фуд Європа». Продукція, що виготовлялася на заводі у м. Біла Церква Київської області продавалася у більше, ніж 25 країнах Європи, Близького Сходу та Північної Африки. 

## Історія
Історія української компанії «Маревен Фуд Європа» розпочалась у 2007 році, а у 2010 році, у Білій Церкві почалося будівництво заводу з виробництва локшини, спецій і картопляного пюре. Інвестиції в будівництво цього заводу склали близько 35 млн доларів.
2011 року на заводі, оснащеному сучасним обладнанням, розпочалось виробництво вермішелі, локшини, картопляного пюре швидкого приготування та різноманітних універсальних приправ.  
У 2018 році Rollton провів акцію «Прямуй за виделкою!» Головним призом став гастрономічний тур до Європи. Також цього року Rollton отримав нагороду «Вибір року-2017» серед литовських споживачів.
У 2020 році компанія «Маревен Фуд Європа» запустила перший сайт з онлайн-медитаціями українською із зірками шоу-бізнесу, щоб допомогти впоратися зі стресом під час антиковідного карантину. Одночасно у колаборації з helsi.me в рамках ініціативи #ПідтримуюЛікарів компанія провела акцію допомоги українським медикам, які потребують не лише психологічної, а й фізичної підтримки.
У 2021 році бренд відзначив 10-річчя присутності в Україні. З цієї нагоди компанія-виробник подарував споживачам 4 автомобілі.
У 2022 році на офіційній презентації виробник Rollton оголосив про намір реалізувати інвестиційну програму протягом найближчих 2–3 років. Компанія планувала інвестувати $70 млн. у будівництво заводу у Білій Церкві.
У 2022 році в'єтнамський інвестор Jelmond Ltd викупив «Маревен Фуд Європа» у в'єтнамо-японського холдингу «Маревен Фуд Холдингз Лімітед». Для України та країн Європи виробництво бренду Rollton припинилось.  

## Діяльність Компанії
Чисельність персоналу, включаючи високотехнологічне виробництво, — понад 450 осіб.
Продукція «Маревен Фуд Європа» реалізується на українському ринку через усі канали продажу, що покривають усю територію України, крім того продукція ТМ «Rollton» популярна в багатьох країнах світу: Литва, Латвія, Естонія, Молдова, Румунія, Угорщина, Ізраїль, Німеччина, Греція, Болгарія, Азербайджан, ОАЕ, Буркіна-Фасо, Чехія, Туреччина, Ліван, Ірак, Ємен та інші.
Загалом на експорт компанія[яка?] відправляє до 40% продукції.

## Продукція
- Вермішель швидкого приготування;
- Локшину швидкого приготування;
- Паста швидкого приготування (Instant pasta)
- Картопляне пюре швидкого приготування;
- Супи швидкого приготування
- Приправи універсальні;
- Приправи універсальні гранульовані;
- Макаронні вироби з твердих сортів пшениці;
- Локшина яєчна.

## Сертифікати
Продукція компанії «Маревен Фуд Європа» володіє міжнародними сертифікатами якості IFS Food v6 Halal, ISO 9001:2008 та ISO 22000:2005.
IFS (International Featured Standard) — це єдиний стандарт для всіх постачальників продуктів харчування. Сертифікація стандартах за стандартами IFS надає підприємствам можливість поставляти власну продукцію на європейський ринок.
Halal Certificate — це єдиний документ, що дає можливість експортувати продукти харчування в країни арабо-мусульманського світу.   
ISO 9001 — це міжнародні стандарти, що описують вимоги до системи менеджменту якості організацій і підприємств.
ISO 22000 — системи менеджменту безпеки харчових продуктів. Вимоги до всіх організацій у ланцюгу виробництва і споживання харчових продуктів.

## Нагороди
За даними Національного бізнес-рейтингу ТОВ «Маревен Фуд Європа» нагороджено «Золотом» та визнано «Експортером року – 2013» за сумою 4-х показників зовнішньоекономічної діяльності:
- Обсяг експорту/імпорту
- Динаміка зростання в порівнянні з минулими роками
- Диверсифікація (кількість товарних позицій)
- Кількість країн-контрагентів